# Plac Odrodzenia (Stettin)
Der Odrodzenia-Platz (sinngemäß Erneuerungsplatz, polnisch plac Odrodzenia, deutsch bis 1945 Friedrich-Karl-Platz) ist einer von den fünf sternförmigen Plätzen der polnischen Stadt Stettin. Der Platz befindet sich im Stadtbezirk Śródmieście, Siedlung Centrum und liegt zwischen den heutigen Plac Szarych Szeregów (vor 1945 Arndtplatz) und Plac Grunwaldzki (vor 1945 Kaiser-Wilhelm-Platz). Er ist ein Teil der Droga wojewódzka 115.

## Namensursprung
Der Platz wurde 1882 Friedrich-Karl-Platz genannt. Den ersten Namen verdankte er dem Prinzen und Generalfeldmarschall Friedrich Karl von Preußen. Seinen zweiten Namen Plac Stalina trug der Platz von 1945 bis 1956. 1956 wurde der Platz umgetauft in Plac Odrodzenia.

## Geschichte
Der Entwurf des Platzes stammt aus dem Jahr 1882. Rund um den Platz errichtete man mehrstöckige eklektizistische Mietshäuser mit Helmen. Alle Gebäude sind bis heute erhalten geblieben, einige wurden jedoch nach dem Zweiten Weltkrieg durch Aufstockung und Entfernung von einigen Verzierungen umgebaut.
Ende der 1940er Jahre war Plac Odrodzenia der Startpunkt der Trümmerbahn Stettin.

## Lage
3 Straßen führen sternförmig zu diesem Platz. Dies sind:
- Ulica Marszałka Józefa Piłsudskiego

Plac Odrodzenia

- Ulica Mazurska
- Ulica Monte Cassino

## Galerie

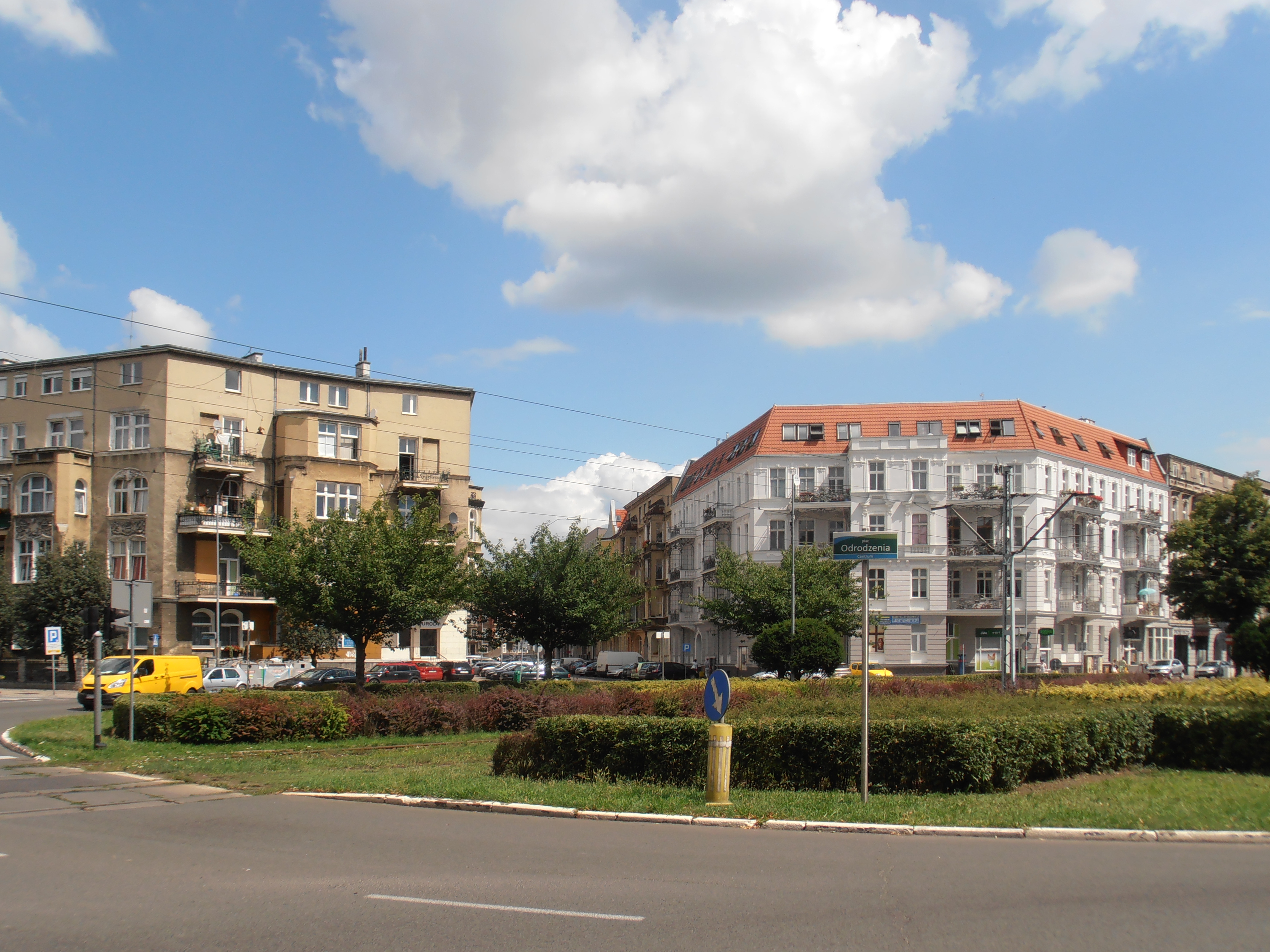
Gesamtansicht
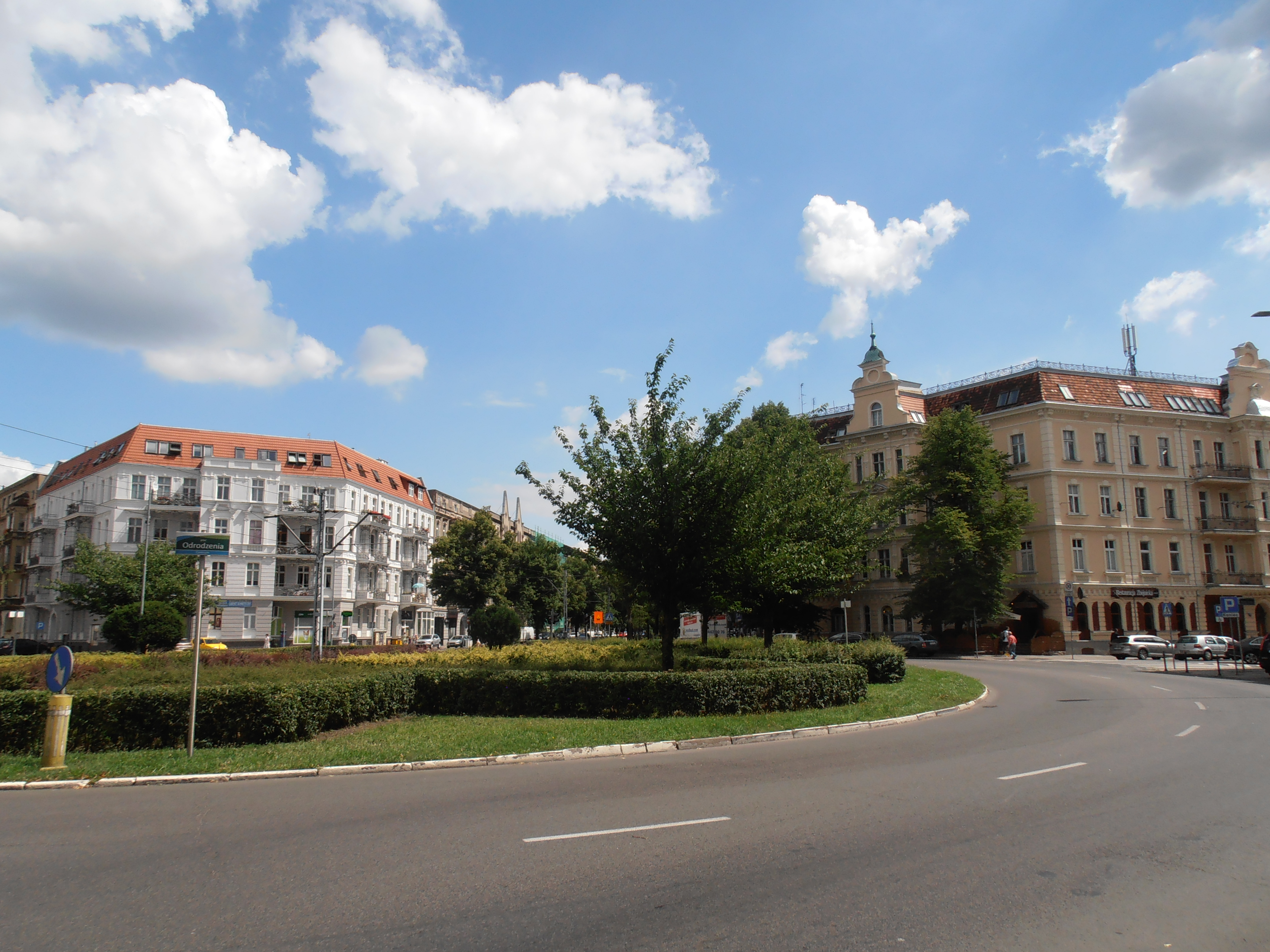
Gesamtansicht
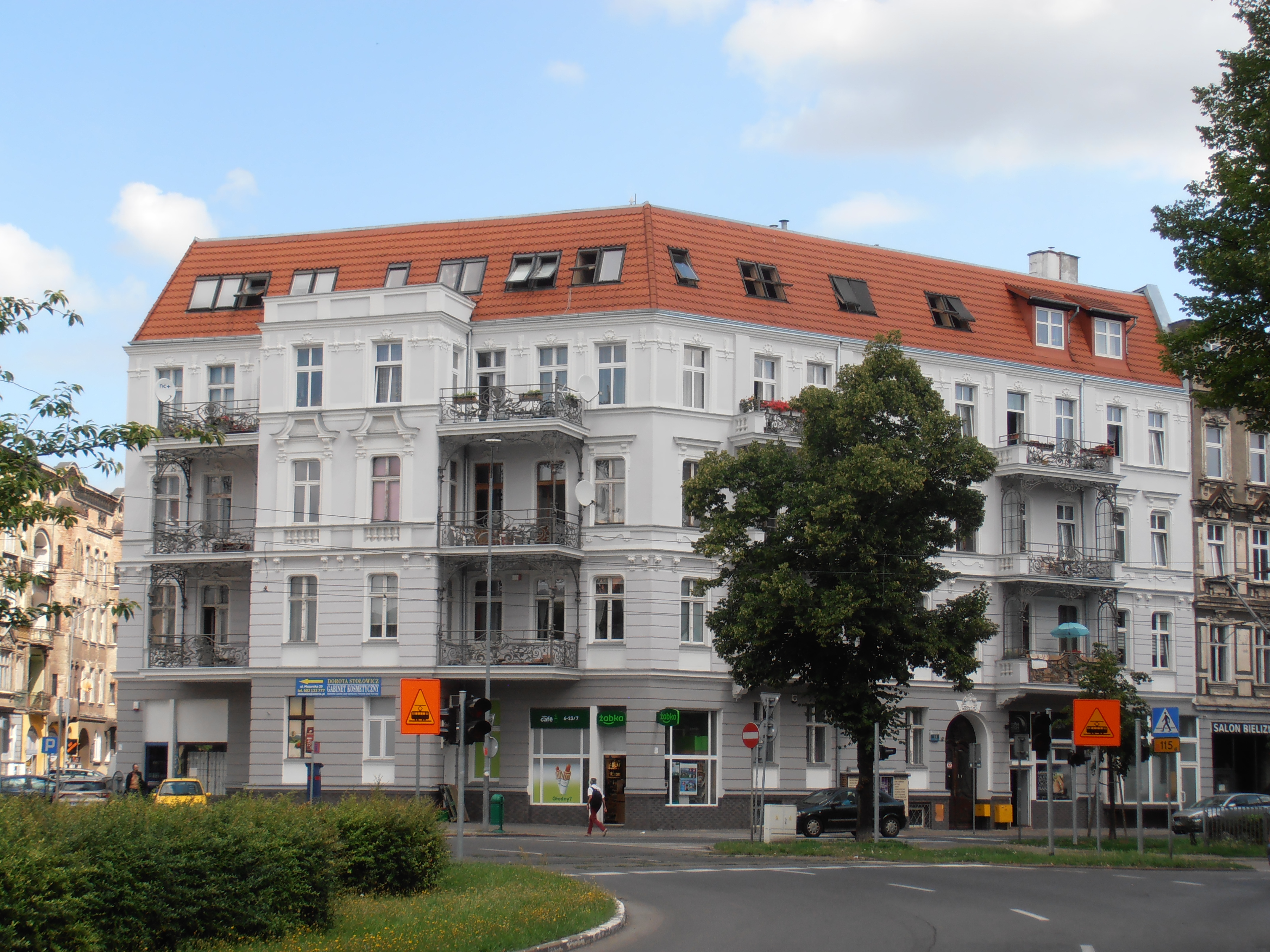
Mietshaus Ulica Mazurska Ecke Ulica Piłsudskiego
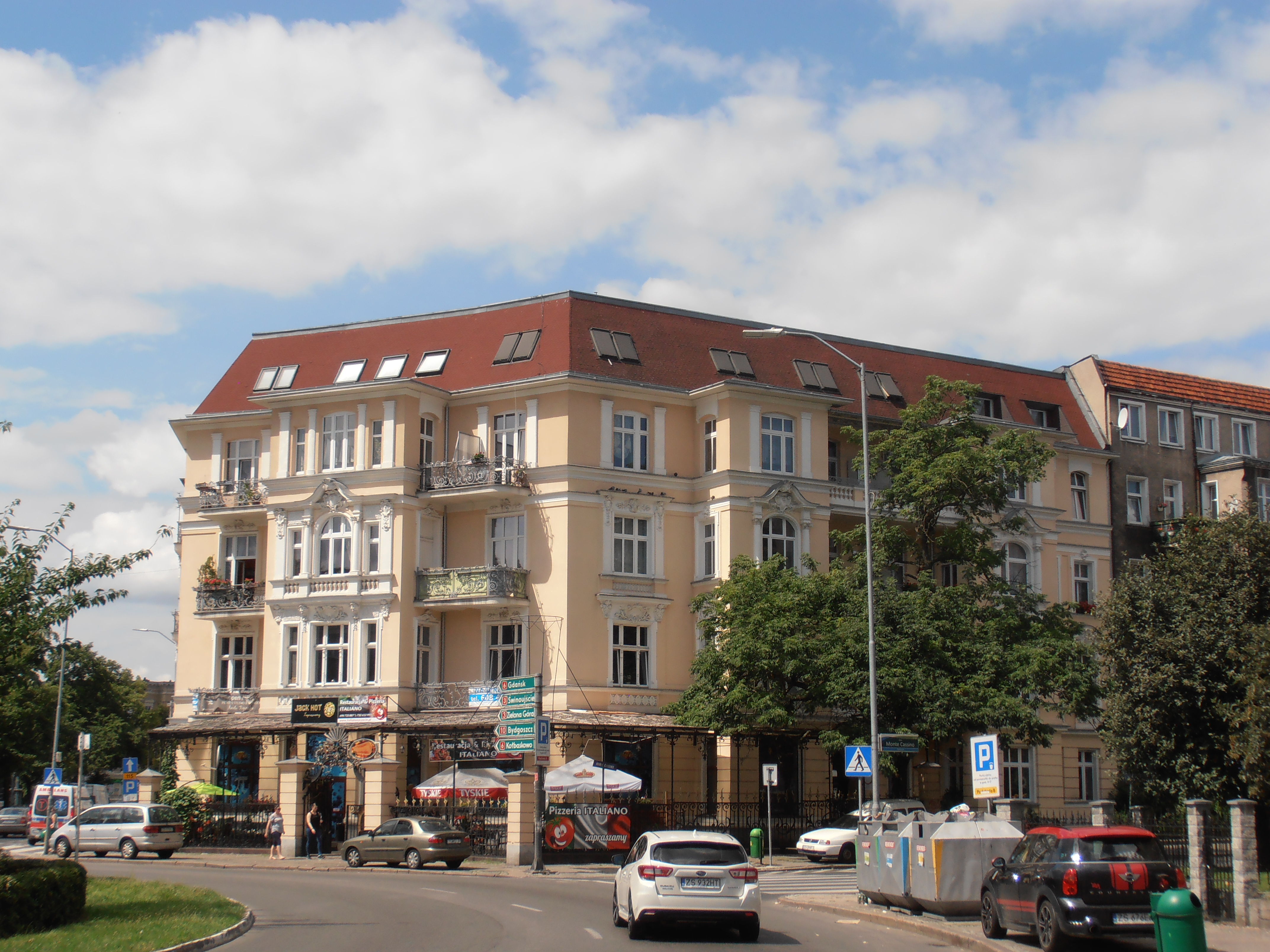
Mietshaus Ulica Piłsudskiego Ecke Ulica Monte Cassino
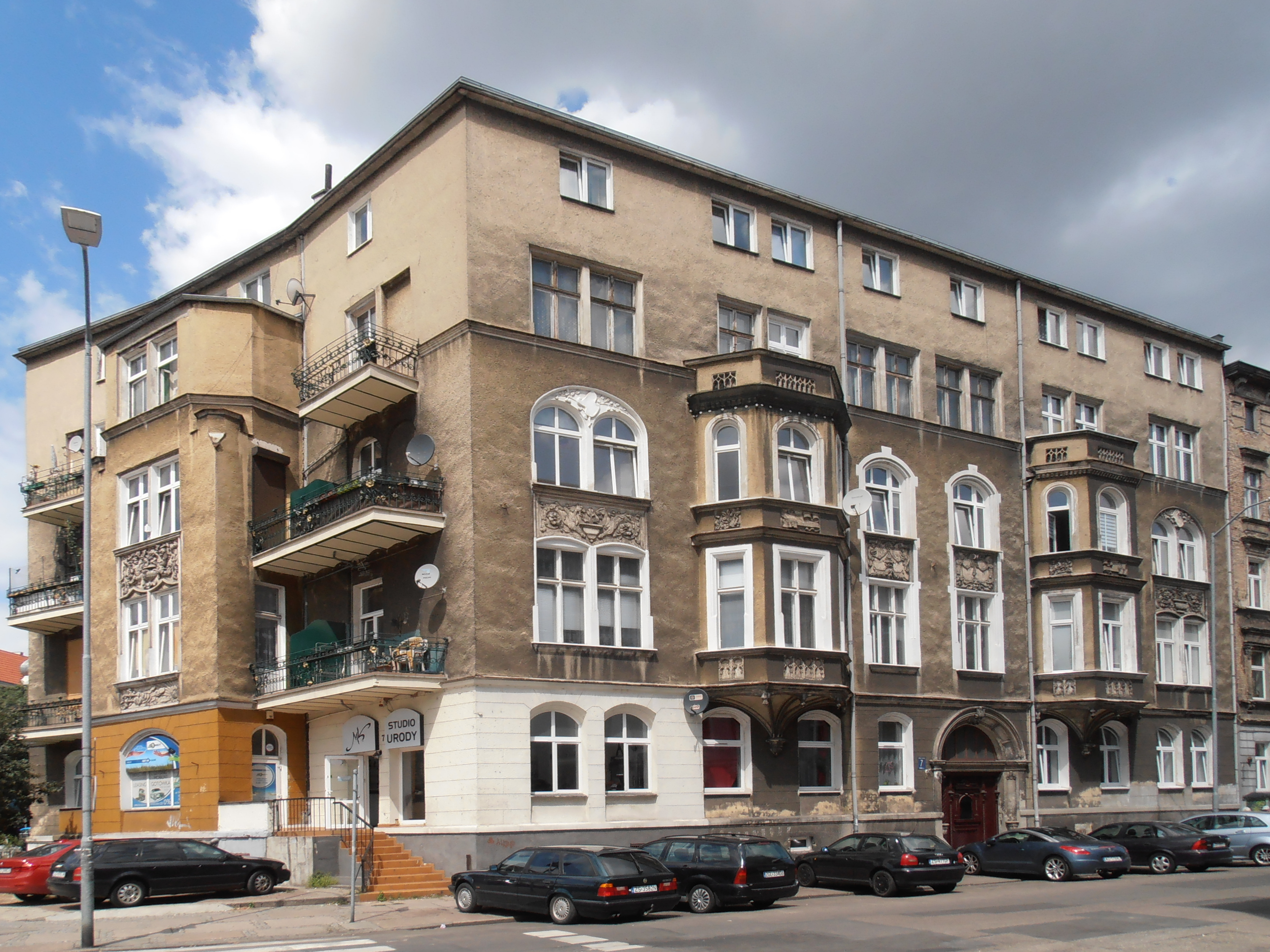
Mietshaus Ulica Mazurska Ecke Ulica Monte Cassino